# Intimate and Live Tour
Az Intimate and Live Tour Kylie Minogue ausztrál énekesnő ötödik koncertturnéja volt, melyen 1998-ban kiadott albumát, az Impossible Princesst népszerűsítette. A turné brit és ausztrál koncerthelyszíneket érintett.

## Az előadott dalok listája
Act 1
1. Too Far
2. What Do I Have to Do
3. Some Kind of Bliss
4. Put Yourself in My Place
5. Breathe
6. Take Me with You

Act 2
1. I Should Be So Lucky (Torch Version)
2. Dancing Queen
3. Dangerous Game

Act 3
1. Cowboy Style
2. Step Back in Time
3. Say Hey
4. Free
5. Drunk

Act 4
1. Did It Again
2. Limbo
3. Shocked

Act 5
1. Confide in Me
2. The Loco-Motion
3. Should I Stay or Should I Go

Encore
1. Better the Devil You Know

## A turné állomásai
| Dátum              | Város     | Ország             | Helyszín                      |
| ------------------ | --------- | ------------------ | ----------------------------- |
| Ausztrália         |           |                    |                               |
| 1998. június 2.    | Melbourne | Ausztrália         | Palais Theatre                |
| 1998. június 3.    | Melbourne | Ausztrália         | Palais Theatre                |
| 1998. június 4.    | Melbourne | Ausztrália         | Palais Theatre                |
| 1998. június 6.    | Brisbane  | Ausztrália         | Brisbane Entertainment Centre |
| 1998. június 8.    | Sydney    | Ausztrália         | Capitol Theatre               |
| 1998. június 9.    | Sydney    | Ausztrália         | Capitol Theatre               |
| 1998. június 10.   | Sydney    | Ausztrália         | Capitol Theatre               |
| 1998. június 11.   | Sydney    | Ausztrália         | Capitol Theatre               |
| 1998. június 14.   | Adelaide  | Ausztrália         | Thebarton Theatre             |
| 1998. június 15.   | Adelaide  | Ausztrália         | Thebarton Theatre             |
| 1998. június 17.   | Melbourne | Ausztrália         | Palais Theatre                |
| 1998. június 18.   | Melbourne | Ausztrália         | Palais Theatre                |
| 1998. június 20.   | Sydney    | Ausztrália         | Sydney State Theatre          |
| 1998. június 21.   | Sydney    | Ausztrália         | Sydney State Theatre          |
| 1998. június 22.   | Sydney    | Ausztrália         | Sydney State Theatre          |
| 1998. június 29.   | Canberra  | Ausztrália         | Royal Theatre                 |
| 1998. július 1.    | Sydney    | Ausztrália         | Capitol Theatre               |
| 1998. július 3.    | Melbourne | Ausztrália         | Palais Theatre                |
| 1998. július 4.    | Melbourne | Ausztrália         | Palais Theatre                |
| Egyesült Királyság |           |                    |                               |
| 1998. július 29.   | London    | Egyesült Királyság | Shepher’s Bush Empire         |
| 1998. július 30.   | London    | Egyesült Királyság | Shepher’s Bush Empire         |
| 1998. július 31.   | London    | Egyesült Királyság | Shepher’s Bush Empire         |